# Tom Ackerley
Thomas Francis Michael Ackerley (Surrey, Inglaterra, 13 de junio de 1989) es un productor de cine, actor y exasistente de dirección británico. Cofundó la productora LuckyChap Entertainment con su esposa Margot Robbie. Juntos han producido varias películas y series de televisión, incluidas las películas ganadoras del Premio de la Academia Tonya (2017) y Promising Young Woman (2020).

## Vida
Ackerley nació en junio de 1989 en Surrey. El menor de tres hermanos, creció en Guildford, Inglaterra, y asistió al Godalming College.

## Carrera
Ackerley comenzó su carrera cinematográfica como extra en las primeras tres entregas de la serie de películas de Harry Potter. Después de tomarse un descanso de las películas, Ackerley regresó a la industria como corredor de producción para películas como Gambit (2012) y Rush (2013). Desde 2012 hasta el 2016, Ackerley también trabajó como asistente de dirección para varias series de televisión y películas diferentes, que incluyen Pride, Suite Française, The Two Faces of January (todas estrenadas en 2014) y Macbeth (2015).
En el 2014, él y su futura esposa Margot Robbie, junto con sus respectivos amigos de la infancia, Sophia Kerr y Josey McNamara, cofundaron la productora LuckyChap Entertainment. La compañía ha producido películas como Yo, Tonya (2017) y Promising Young Woman (2020).
[cita requerida]

## Vida personal
Ackerley conoció a la actriz australiana Margot Robbie en el set de Suite Française en 2013 y comenzaron a salir al año siguiente. Se casaron en una ceremonia privada en Byron Bay, en Nueva Gales del Sur en diciembre del 2016. A partir del 2021 viven en Los Ángeles.En julio de 2024 se hizo público que están esperando su primer hijo.

## Filmografía
| Año  | Título                                             | Rol                                     | Notas                        |
| ---- | -------------------------------------------------- | --------------------------------------- | ---------------------------- |
| 2001 | Harry Potter y la piedra filosofal (película)      | Estudiante                              |                              |
| 2002 | Harry Potter y la cámara secreta (película)        | Estudiante                              |                              |
| 2004 | Harry Potter y el prisionero de Azkaban (película) | Estudiante                              |                              |
| 2011 | The Hour                                           | Corredor de piso                        | 4 episodios                  |
| 2011 | Tinker Tailor Soldier Spy                          | Corredor de multitudes                  |                              |
| 2011 | Big Fat Gypsy Gangster                             | Corredor de piso                        |                              |
| 2012 | Now Is Good                                        | Corredor de piso                        |                              |
| 2012 | Playhouse Presents                                 | Tercer asistente de director            | Episodio:"King of the Teds"  |
| 2012 | Gambit                                             | Corredor de piso                        |                              |
| 2013 | Trance                                             | Asistente de producción de set          |                              |
| 2013 | Rush                                               | Corredor: Tripulación diaria            |                              |
| 2013 | The Last Days on Mars                              | Tercer asistente de director            |                              |
| 2013 | The Borderlands                                    | Primer asistente de director            |                              |
| 2014 | The Two Faces of January                           | Tercer asistente de director            |                              |
| 2014 | Da Vinci's Demons                                  | Tercer asistente de director            | 2 episodios                  |
| 2014 | Pride                                              | Tercer asistente de director            |                              |
| 2014 | Everly                                             | Segundo asistente de director           |                              |
| 2015 | Suite Française                                    | Tercer asistente de director            |                              |
| 2015 | American Odyssey                                   | Tercer asistente de director            | Metraje filmado en Marruecos |
| 2015 | Yussef Is Complicated                              | Tercer asistente de director            | Film corto                   |
| 2015 | Spooks: The Greater Good                           | Tercer asistente de director            |                              |
| 2015 | Macbeth                                            | Tercer asistente de dirección adicional |                              |
| 2016 | Grimsby                                            | Segundo asistente de director           |                              |
| 2017 | I, Tonya                                           | Productor                               |                              |
| 2018 | Terminal                                           | Productor                               |                              |
| 2019 | Dreamland                                          | Productor                               |                              |
| 2020 | Promising Young Woman                              | Productor                               |                              |
| 2021 | Maid                                               | Productor ejecutivo                     | Serie de televisión          |
| 2023 | Barbie                                             | Productor                               |                              |
| 2023 | Boston Strangler                                   | Productor                               |                              |
| TBA  | Big Thunder Mountain Railroad                      | Productor                               |                              |